# Bulnesia chilensis
Bulnesia chilensis là một loài thực vật có hoa trong họ Zygophyllaceae. Loài này được Gay miêu tả khoa học đầu tiên năm 1846.